# Campichthys tricarinatus
Campichthys tricarinatus es una especie de pez de la familia Syngnathidae en el orden de los Syngnathiformes.

## Reproducción
Es ovovivíparo y el macho transporta los huevos en una bolsa ventral, la cual se encuentra debajo de la cola.

## Morfología
- Los machos pueden alcanzar los 4,4 cm de longitud total.

## Hábitat
Es un pez  de mar y de clima tropical y asociado a los arrecifes de coral que vive entre 3-11 m de profundidad.

## Distribución geográfica
Se encuentra al norte de Australia, incluyendo Australia Occidental.